# سی و نه هفته
سی و نه هفته مجموعهٔ تلویزیونی ایرانی است، مرتضی هرندی کارگردان و جمال گلی تهیه‌کننده آن می‌باشند، سریال سی و نه هفته روایت عاشقانه از سالهای حماسه و دفاع و قصهٔ فراغ است، این سریال از تولیدات سال ۱۳۹۳و محصول شبکه پنج سیما می‌باشد و در۷ قسمت ۴۵ دقیقه‌ای به صورت شبانه در اول مهر۱۳۹۳ از شبکه پنج سیما پخش شد.

## خلاصهٔ داستان
امیرعلی (امین ایمانی) آموزگار جوان مدرسه‌ای در محله گلابدره با عاطفه (مریم معصومی) دختر ماشااالله خان(مجید مظفری) یکی از متمولین گلابدره ازدواج می‌کند، امیرعلی که پدرش مشتی بابا(داریوش کاردان)سرایدار خانه باغ تیمسار بازنشسته و مقیم فرنگ است عاطفه را برای زندگی مشترکش به خانه باغ و منزل کوچک سرایداری پدر می‌برد، امیرعلی هنوز یکماه از آغاز زندگی مشترکش با عاطفه نگذشته که به عنوان بسیجی به جبهه عزیمت می‌نماید. عاطفه روزها را به امید بازگشت همسرش با مرور خاطرات تلخ و شیرین و تنها در کنار حامیش مشتی بابا سپری می‌کند تا اینکه اولین نامه امیر علی به او می‌رسد و عاطفه وارد مرحلهٔ جدیدی از زندگی می‌شود، عاطفه متوجه می‌شود که باردار است و سعی می‌کند بوسیله نامه امیرعلی را مطلع سازد ولی هیچ جوابی از شوهرش دریافت نمی‌کند، بی‌خبری و نگرانی عاطفه از یک سو و فشارهای والدین و جو پیرامونش از سوی دیگر، سی و نه هفته بارداریش را بسیار ملال‌آور ساخته ولی با همه مشکلات به تنهایی مواجه می‌شود تا اینکه خبر شهادت همسر مفقودالجسدش به او می‌رسد، عاطفه شهادت امیر علی را باور نمی‌کند و این خود مشکلات پیرامونش را صد چندان می‌کند…

## نقش آفرینان
| نام                                                                       | نقش             |
| ------------------------------------------------------------------------- | --------------- |
| امین ایمانی                                                               | امیرعلی         |
| مریم معصومی                                                               | عاطفه           |
| مجید مظفری                                                                | ماشاالله خان    |
| داریوش کاردان                                                             | مشتی بابا       |
| اصغر نقی‌زاده                                                              | بشیر            |
| نادر سلیمانی                                                              | جهانگیر         |
| داریوش اسدزاده                                                            | تقی خان         |
| فریبا نادری                                                               | فائزه           |
| افسانه ناصری                                                              | اشرف السادات    |
| فرج گل سفیدی                                                              | مشکات           |
| مجید واشقانی                                                              | مأمور کمیته     |
| کیمیا مولایی                                                              | دختر بچه        |
| ادن سلیمانی                                                               | پرستار فرخی     |
| آرزو بابایی                                                               | پرستار جنگ      |
| ایمان اسماعیل پور                                                         | مصیب            |
| محمد امیر مشهدی کیمیا مولایی امیر علی عزت خانی آرسین خابوری بردیا نجاریان | بازیگران خردسال |

## عوامل
| ردیف | سمت                         | نام | ردیف | سمت                  | نام |
| ---- | --------------------------- | --- | ---- | -------------------- | --- |
|      | کارگردان                    | مرتضی هرندی |      | تهیه‌کننده            | جمال گلی |
|      | جانشین تهیه‌کننده            | سیمین صحرانورد |      | مشاور مذهبی          | جواد گلی |
|      | فیلم‌نامه‌نویس                | احمد رفیع زاده زهرا رفیع زاده                                                                                          |      | آهنگساز              | رضا خسروی |
|      | تصویربردار                  | شهرام نجاریان |      | صدابردار             | محمد شاهوردی |
|      | مدیر تولید                  | فریبا خلیلی |      | طراح صحنه و لباس     | شهرام قدیری |
|      | طراح گریم                   | محسن دارسنج |      | منشی صحنه            | ساناز هرندی |
|      | تدوین                       | میلاد مظاهری |      | صداگذاری وترکیب صدا  | حسین وفایی |
|      | دستیار کارگردان و برنامه‌ریز | مسعود حقی |      | دستیاران کارگردان    | بهرام محمدپور سینا هرندی مصطفی ساریخانی |
|      | جلوه‌های ویژه میدانی         | حمید رسولیان |      | جلوه‌های بصری         | محمود آقا احمدی |
|      | خواننده                     | حمید عسگری |      | ترانه سرا            | کاظم موسوس |
|      | عکاس                        | زهرا محمدزاده |      | تصویر پشت صحنه       | مهران قربانی |
|      | دستیاران تصویربردار         | حمید حسن‌زاده هومن سعیدی رامیانی علیرضا حلوایی زاده محمد جواد زمستانی تیام کیانی                                        |      | دستیاران صدابرداری   | آرش نجفیان محمدرضا قاری زاده |
|      | دستیاران گریم               | پیمان کظیمی فرنوش رضایی الناز بخشیان                                                                                   |      | پشتیبانی فنی         | کریم جهانبخش سفید کمر رضا شاه بین مجید نامی علی حیدری |
|      | دستیار آهنگساز              | فهیمه محمدی |      | صدابردار موسیقی      | وحید بقراط پور مهرشاد خنج |
|      | دستیاران صحنه               | رحیم حاجی تبار قادر بحری محدث یوسفی مهدی لشگری مهدی اصفهانی سحر خزایی وحید کفراش سپیده بئیی مهریزی شیدا شمس نیما احمدی |      | گروه تولید و تدارکات | محمد صادق قدمیاری حمیدرضا پروایی ایمان اسماعیل پور سعید اردستانی محمد عزت خانی دانیال داور خانی جواد راهزانی علی صحرانورد محمدرضا خلیلی مهرداد شاه میرزایی زهرا رضایی بهاره سفینه سعید و علی حسینی |

## نقل‌ها
کارگردان سی و نه هفته مرتضی هرندی در پاسخ به خبرنگار مجله شبانه باشگاه خبرنگاران که پرسید:

داستان سریال خیلی خلوت است و شخصیت‌ها و داستان‌های فرعی پیچیده ندارد ولی سریال یکنواحت نیست و ظاهراً شکست زمان به آن کمک کرده، اگر این روال به شکل طبیعی بود چه اتفاقی می‌افتاد؟ گفت:

شکستن زمان، یکی از نقاط مثبت این سریال است. اگر قرار بود داستان‌های فرعی و شخصیت‌های متعدد وارد سریال شود، مشکلی پیش می‌آمد که در بسیاری از سریال‌های دیگر هم می‌بینیم؛ یعنی پریدن از یک قصه به قصه دیگر و رها شدن قصه اصلی به خاطر پر کردن زمان سریال و رساندن آن مثلاً به ۱۳ قسمت. وجه مثبت و حائز اهمیت فیلم‌نامه سریال ۳۹ هفته این است که داستان از نگاه عاطفه روایت می‌شود که دانای کل محسوب می‌شود. البته یکی دو جا در قصه مجبور شدیم بخشی از داستان را بدون علم یا حضور عاطفه تعریف کنیم که خودم چندان با این بخش‌ها موافق نبودم، اما اجتناب‌ناپذیر بود.

در این سریال برایم مهم بود که بخش‌های مختلف قصه را چگونه روایت کنم که برای مخاطب قابل درک باشد. فلاش‌بک (رفتن به گذشته)، فلاش‌فوروارد (رفتن به آینده) و خیال بخش‌های مختلف قصه را شکل می‌دادند که باید به دقت به آن‌ها نزدیک می‌شدیم و آن‌ها را به‌درستی روایت می‌کردیم. خیلی‌ها با نگاه سنتی ترجیح می‌دهند از تغییر رنگ و نور برای نشان دادن این تفاوت‌ها استفاده کنند، اما من تمایل داشتم با استفاده از نمابندی و دکوپاژ و ساختار روایی این اتفاقات را نشان دهم، چون فکر می‌کردم با تکنیک‌های دکوپاژ می‌توان این تفاوت‌ها را ایجاد کرد و فکر می‌کنم این اتفاق در سریال ۳۹ هفته رخ داده است.
.